# Poet｜Artist
『Poet | Artist』は、ジョンヒョン (SHINee) の韓国における2枚目のフルアルバムである。2018年1月24日にSMエンタテインメントより発売された。

## 概要
前作の『The Collection: Story Op.2』から9カ月ぶりとなるアルバムであり、通算5枚目の作品である。2017年12月18日に死去したジョンヒョンの遺作となった。元々本作は2018年の1月に発表予定であり、カムバックも計画していた。本作の発売すら未定となってしまった中、SMエンタテインメントは2018年1月19日にSHINeeの公式Instagramを通してこのアルバムの楽曲配信及び発売を発表した。本作は米ビルボード200にランクインした他、日本、香港、台湾、タイ、トルコ、ブラジル、チリ、アルゼンチン、ノルウェーなど24ヶ国のiTunesアルバムチャートで1位を獲得し、さらにタイトル曲「빛이나[光っている] (Shinin')」は韓国の音楽番組であるミュージックバンクと音楽中心で1位を記録している。
本作のタイトル「Poet | Artist」には「芸術家であり、詩人でありたい」という彼の強い願いが込められている。

## 収録内容
ファンに寄り添う様々なジャンルの曲が収録されている。収録されているほとんどの楽曲の制作にジョンヒョン自身が参加しており、広いスペクトルを持つ彼の音楽世界に出会うことができる。タイトル曲は「빛이나[光っている] (Shinin')」。

### CD
1. 빛이나[光っている] (Shinin') [2:54]
作詞 : 김종현
作曲 : 김종현 / 13 (SCORE / Megatone)
編曲 : 김종현 / 13 (SCORE / Megatone)
2. 환상통[幻想痛] (Only One You Need) [3:40]
作詞 : 김종현
作曲 : Kendrick Dean / Gabriel Stephen, Blizman / Christian Paris / Daniel "Obi" Klein / Rudi Daouk / Jakob Mihoubi / MZMC
編曲 : Kendrick Dean / G.Bliz & Blasian Chris
3. 와플[ワッフル] (#Hashtag) [3:07]
作詞 : 김종현
作曲 : 김종현 / IMLAY / 위프리키
編曲 : 김종현 / IMLAY / 위프리키
4. 기름때[油汚れ] (Grease) [3:20]
作詞 : 김종현
作曲 : 김종현 / Jake K (Full8loom)
編曲 : 김종현 / Jake K (Full8loom)
5. Take the Dive  [2:55]
作詞 : 서지음
作曲 : Christian Fast / Ellen Berg / Marcus Lindberg / Royal Dive
編曲 : Royal Dive
6. 사람 구경 중[人間観察中] (Sightseeing) [3:05]
作詞 : 김종현
作曲 : 김종현 / Jake K (Full8loom) / 위프리키
編曲 : 김종현 / Jake K (Full8loom) / 위프리키
7. Rewind [3:37]
作詞 : 김종현
作曲 : 김종현 / IMLAY
編曲 : 김종현 / IMLAY
8. 하루만이라도[一日だけでも] (Just for A Day) [2:51]
作詞 : 전건디
作曲 : Chris Wahle
編曲 : Chris Wahle
9. 어떤 기분이 들까[どんな気分がするのか] (I'm So Curious) [3:26]
作詞 : 김종현
作曲 : 김종현 / IMLAY / 최진석
編曲 : 김종현 / IMLAY / 최진석
10. Sentimental [3:27]
作詞 : 김종현
作曲 : 김종현 / Jake K (Full8loom)
編曲 : 김종현 / Jake K (Full8loom)
11. 우린 봄이 오기 전에[僕たちは春が来る前に] (Before Our Spring) [4:06]
作詞 : 김종현
作曲 : 김종현 / 위프리키
編曲 : 김종현 / 위프리키